# Уотервилл (Мэн)
Уотервилл (англ. Waterville) — город в округе Кеннебек, в штате Мэн, США. По подсчётам бюро переписи населения, в 2000 году население города составляло 15 605 человек. Расположен на западном берегу реки Кеннебек.

## География
Согласно бюро переписи населения США, общая площадь города — 36,4 км², из которых: 35,2 км² — земля и 1,2 км² (3,35 %) — вода.

## Знаменитые уроженцы
- Джордж Джон Митчелл — американский политик, специальный представитель США на Ближнем Востоке
- Эдмунд Сикстус Маски — американский политик, был кандидатом в вице-президенты США

## Города-побратимы
- Котлас (Россия)